# Chiesa di San Giovanni di Lucoli
La chiesa di San Giovanni di Lucoli è una chiesa scomparsa dell'Aquila, capoluogo del quarto di San Giovanni nei primi secoli di storia della città.
Dovette la sua realizzazione agli abati di Collimento di Lucoli, che contribuirono così alla fondazione della città nel XIII secolo. Danneggiata dai numerosi terremoti e sostituita come capoquarto dalla chiesa dei Santi Marciano e Nicandro, cadde in decadenza fino alla definitiva distruzione in seguito al terremoto del 1703; successivamente ricostruita in dimensioni ridotte, scomparve definitivamente alla fine del XIX secolo.

## Storia
L'edificazione della chiesa si fa risalire al periodo immediatamente successivo alla fondazione dell'Aquila. La struttura venne innalzata nel XIII secolo dagli abati di San Giovanni del castello di Colomonte, l'odierna Collimento nel territorio di Lucoli. Come da tradizione, la chiesa fu realizzata all'interno del locale di riferimento e, per la sua importanza, divenne capoluogo del quarto di San Giovanni che da essa prende il nome.

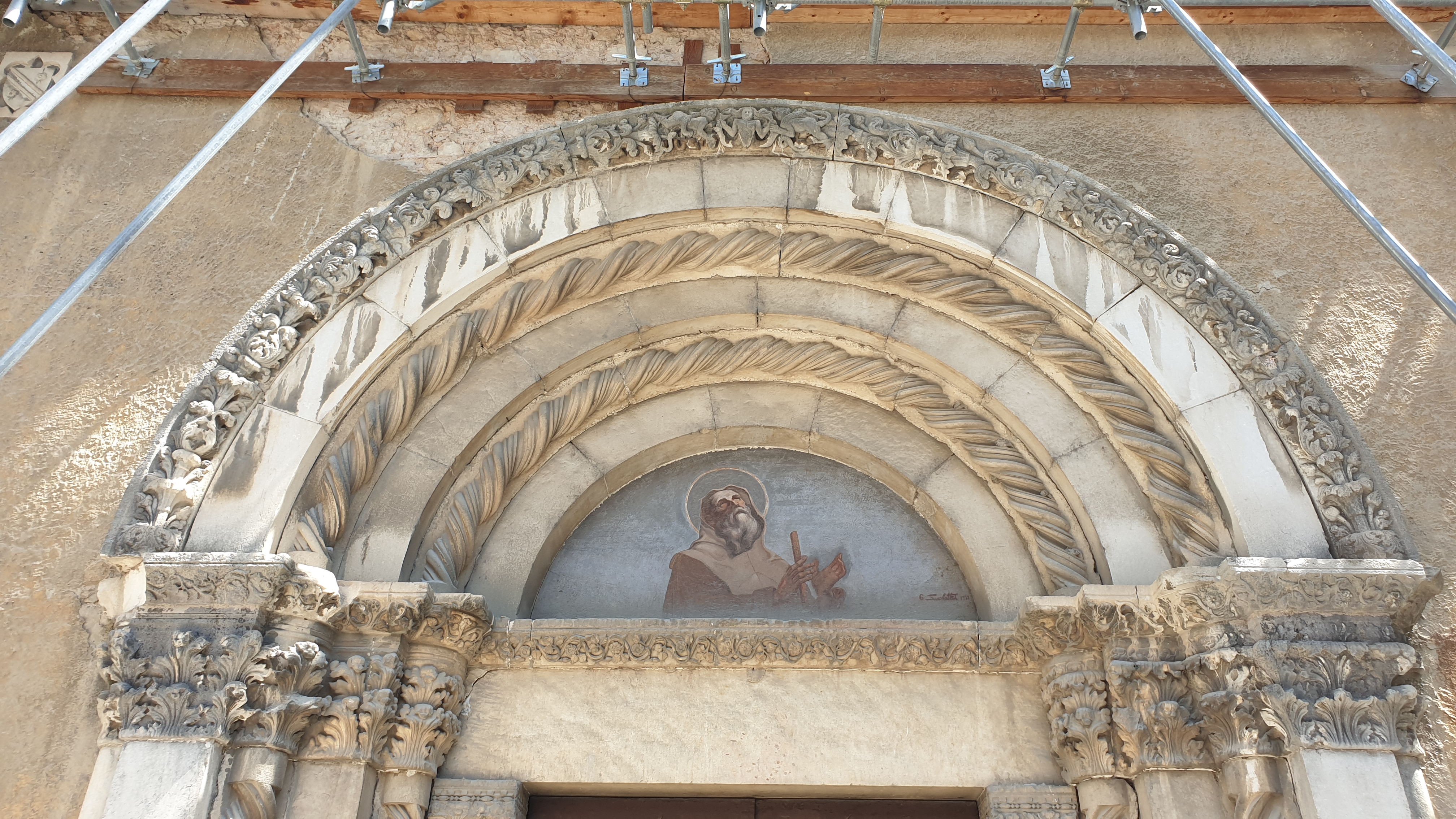
Portale romanico della chiesa di San Giovanni, rimontato nel XIX secolo sulla concittadina San Francesco di Paola.

San Giovanni subì gravi danni dai terremoti che colpirono L'Aquila nel 1315, nel 1349 ed infine nel sisma del 1461 che dovette distruggerla quasi interamente; queste vicende, unite alla scomoda posizione, causarono la sua decadenza e la conseguente sostituzione di chiesa capoquarto a vantaggio della vicina San Marciano di Roio. Tuttavia non è possibile datare con certezza l'investitura della chiesa roiana, anche se presumibilmente questa avvenne intorno al XV secolo poiché nel 1575 la pianta del Fonticulano individua San Marciano come capoquarto; il quarto continuò comunque a mantenere la denominazione di San Giovanni fino almeno al XVIII secolo.
Il terremoto del 1703 ne causò la definitiva distruzione; l'edificio fu ricostruito con dimensioni ridotte, adattando poi i resti dell'originale e pregevole facciata al nuovo prospetto. Nei secoli seguenti, San Giovanni finì in abbandono e, nel 1898, la sua facciata smontata e ricostruita su quella della chiesa di San Francesco di Paola. Con la realizzazione di via XX Settembre nel XX secolo, l'edificio scomparve.

## Descrizione
San Giovanni di Lucoli era situata nella parte bassa del quarto di San Giovanni, all'incrocio delle attuali via delle Bone Novelle, via Niccolò Persichetti e via XX Settembre. Era inoltre posta a ridosso delle mura dell'Aquila in corrispondenza della Porta di Lucoli e a poca distanza dalla Porta Roiana, di cui rimane evidenza tra le aree di Sant'Apollonia e Sant'Andrea.
La chiesa presentava una facciata rivolta verso nord-ovest; questa, edificata intorno al 1439 e più volte rimaneggiata, fu poi smontata e ricostruita per anastilosi sul prospetto di San Francesco di Paola. L'edificio possedeva anche una torre campanaria terminata nel XVI secolo. il quarto continuò comunque a mantenere la denominazione di San Giovanni fino almeno al XVIII secolo.